# 核雕

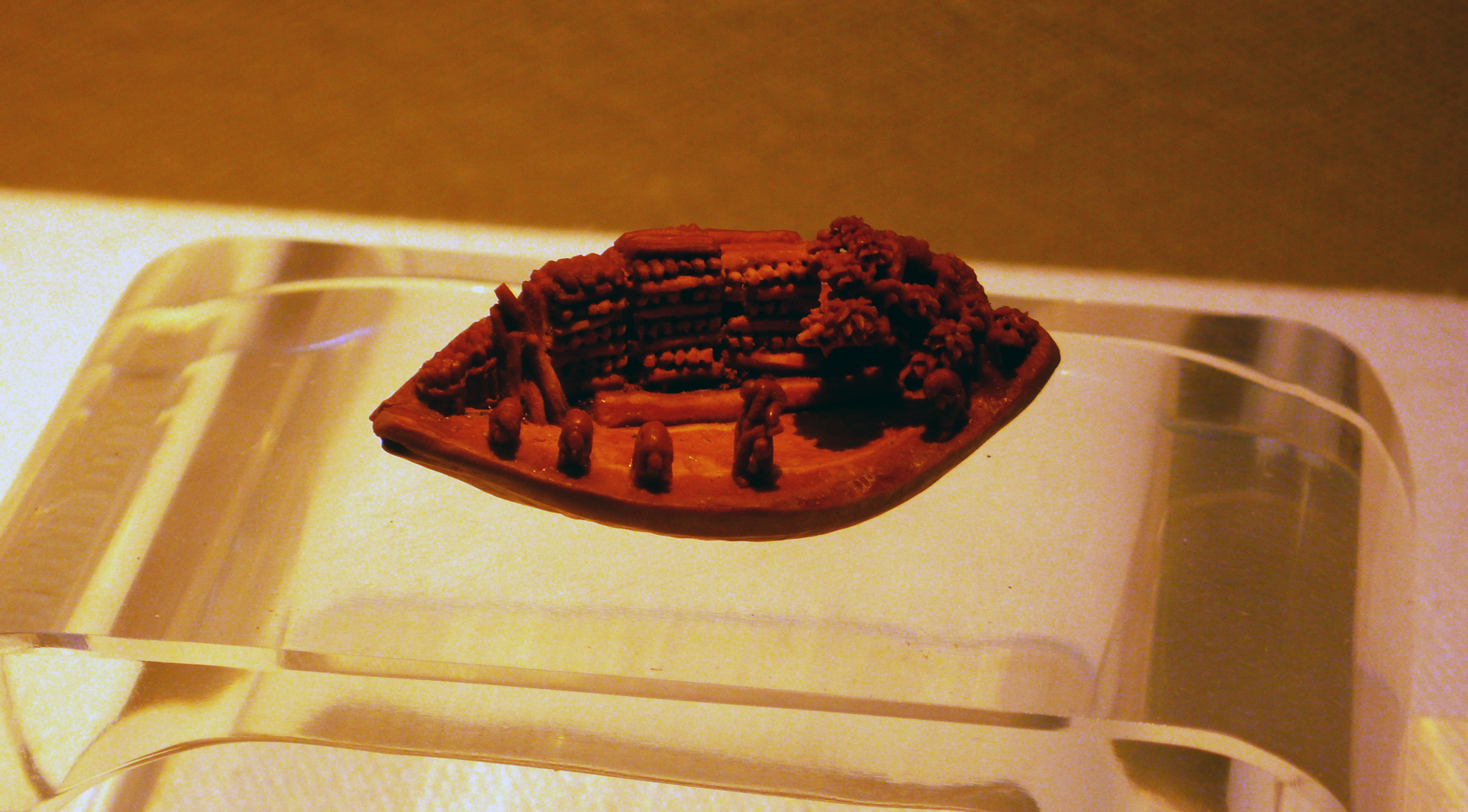
杭州工艺美术博物馆所藏橄榄核雕，内容为孩子们在跳山羊。

核雕是中国民间传统美术工艺，指在青橄欖、桃、杏、楊梅、核桃等核果的果核上微雕、鏤刻的技術，也指用这种技术雕刻成的艺术品。
核雕是明代微雕的一大特色，果核质地坚硬，屬於立雕、浮雕。张衮《水南翰记》：“永嘉年间，以青梅雕刻脱核的花鸟，纤细可爱，以手擘之，玲珑如小盒，阖之复为梅，谓之梅篮。李太白诗曰：‘珍盘荐雕梅’，岂即梅篮欤？”。周晖在《续金陵琐事》中记载：“成化间，一乐工能刘木为舟，大可二寸，篷、桅、橹、舵咸具。二人对酌于中，壶觞饭灯满案。一人挽篷索；一人握橹，一人运舵，皆有机能动。置之水中，能随风而行，略无欹侧。一舟必需白金一两。好事者竞趋焉。”

## 核雕名家
明代核雕名家有王叔遠、夏白眼、邱山、刑獻之等。魏學洢的王叔遠核舟記一文描寫王叔遠能在細小的核桃雕刻出一條船，船上有五人、八窗，明代夏白眼在一顆橄欖核上雕刻16個嬰兒，童身只有半粒米大，“眉目喜怒悉具。或刻子母九螭，荷花九鸶，其蟠屈飞走绰约之态，成于方寸小核”，人稱一時聖手。
《清秘藏》记载明代宣德年间有个叫夏白眼的人，能于橄榄核上刻十六娃娃，眉目喜怒悉具。
清代核桃雕艺人有丁念廷、高家俊、都渭南、张大眼、陈子和等人，屬於山东潍坊核桃雕。乾隆酷愛核雕，曾召杜士元入宮。台北國立故宮博物院今存有乾隆年間陳祖章的“赤壁夜遊橄欖核舟”，蘇東坡與客人坐艙內，舟上加上童子、舟子、舵手共計八人，祤祤如生，底刻《後赤壁賦》全文三百餘字。
中國解放初期代表人物有：钟元庆、赵林生、殷根福、须吟笙、钟年福、苏派核雕。
新一代蘇州舟山核雕領軍代表人物有：周春毅、馬志春（活佛）

## 发展现况
20世纪八十年代时，核雕还较为少见，但随着专业核雕经营者的出现与收藏者人数的增加，逐渐形成了核雕市场
，以北京规模最大。加上市场规模的扩大，政府的扶持，媒体的报道，核雕业迅猛发展。但随着核雕业的发展，高档核雕原料的匮乏成为一个显著问题。
2008年，它被列入中国国家级第二批非物质文化遗产。